# Libéria nos Jogos Olímpicos
A Libéria tem enviado atletas para todos os Jogos Olímpicos de Verão realizados desde 1956 com exceção de 1968, 1976 e 1992, embora o país nunca tenha ganhado uma medalha olímpica.  Nenhum atleta da Libéria competiu nos Jogos Olímpicos de Inverno.